# FSO Warszawa
FSO Warszawa (Варшава) — польский пассажирский автомобиль, производившийся компанией FSO в Варшаве между 1951 и 1973 годами и, возможно, производящийся до сих пор в Китае или Камбодже. Являлся лицензионной копией советского ГАЗ-М-20 «Победа», позже был переработан FSO. Это была первая модель, которая пошла в массовое производство в Польше после Второй мировой войны. На автомобиль устанавливались две модели бензиновых рядных четырёхцилиндровых двигателей с рабочим объёмом 2120 см³, M-20 и S-21. Крутящий момент передавался через однодисковую сухую муфту сцепления, 3-ступенчатую механическую коробку передач (с 1971 года выпускались также с 4-ступенчатой коробкой) и приводной вал на заднюю ось. Первые Варшавы (M20, 200, 201 и 202) характеризовались как четырёхдверный автомобиль с «горбатым» кузовом фастбэк. В 1964 году появилась модель седан, а с 1965 года выпускался пятидверный универсал. На протяжении всего периода производства Варшава претерпела ряд модернизаций.
С 1958 года выпускался пикап. На базе «Варшавы» строились и специальные автомобили: милицейские, для скорой помощи, фургоны, почтовые машины и дрезины. На основе компонентов «Варшавы» выпускались Żuk, Nysa и Tarpan. Последний автомобиль сошёл с конвейера 30 марта 1973 года. Преемником устаревшей модели стал Polski Fiat 125p, появившийся в 1967 году. В течение всего периода производства было выпущено 254 471 экземпляров модели, из которых 72 834 ушло на экспорт. «Варшаву» иногда называют «варшавянка» или «горбушка».

## История
Первые планы запуска серийного производства легкового автомобиля в послевоенной Польше восходят к 1946 году, когда в Центральном управлении планирования была создана комиссия по вопросам польской автомобильной промышленности.

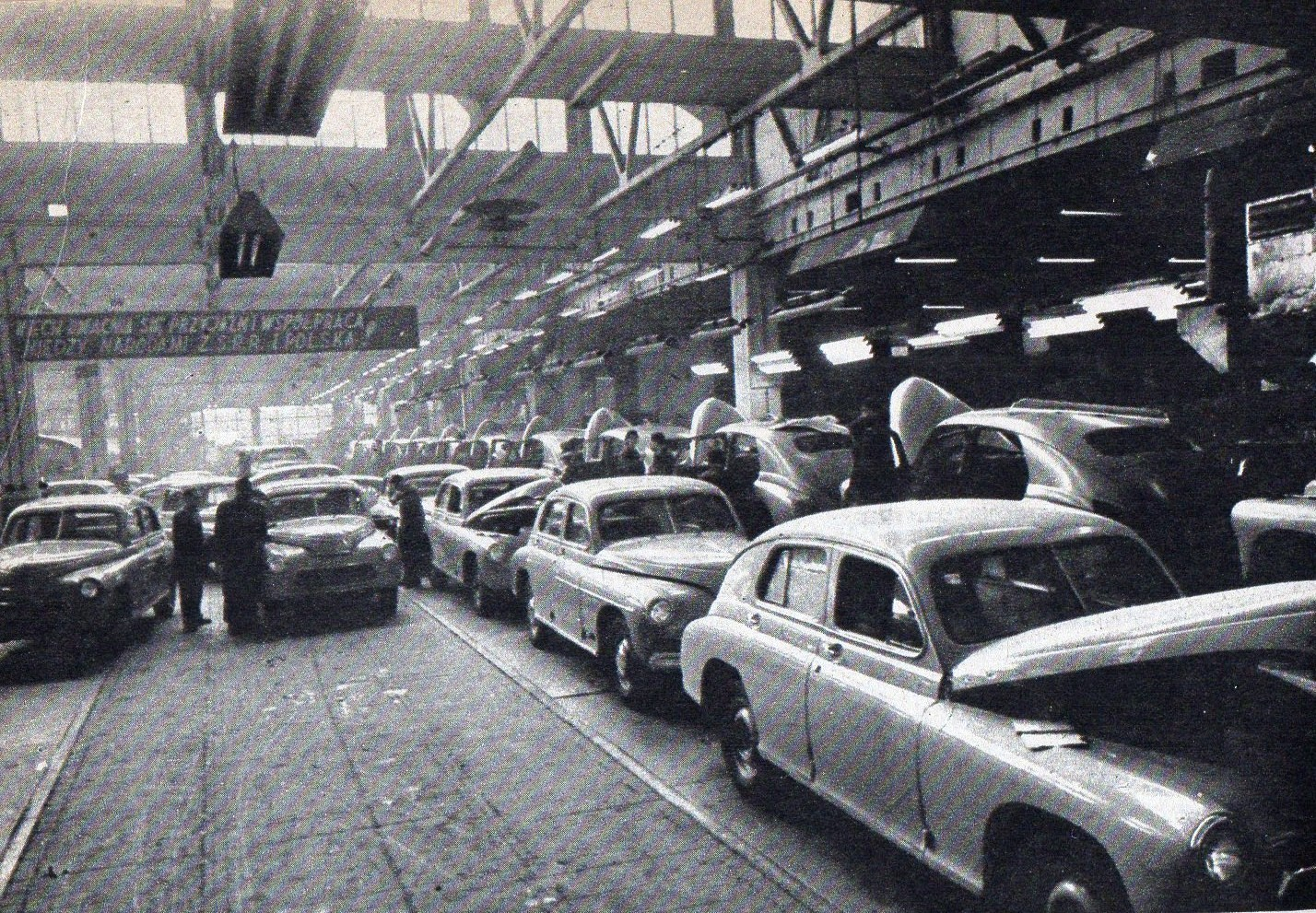
Сборочная линия (1950-е годы)

В начале 1947 года начались переговоры с итальянским концерном Fiat по поводу покупки лицензии на выпуск легковых автомобилей. 27 декабря 1947 года было подписано соглашение, в соответствии с которым Fiat занялся строительством завода и запуском производства автомобиля Fiat 1100 в Польше. Польская сторона оплачивала лицензию поставками угля, продуктов питания и продукции металлургической и химической промышленности. Работы по строительству завода начались в августе 1948 года. Однако, несколько месяцев спустя, они были прерваны — причиной стало решение Сталина, который заявил, что социалистические государства должны поддерживать друг друга, а не пользоваться помощью капиталистических государств. По данным некоторых источников, причиной (или одной из причин) для срыва сотрудничества стало вступление в силу плана Маршалла, в рамках которого Италия должна была получать большое количество очень дешевого американского угля (за уже поставленные автомобили Польша заплатила углем, в соответствии с договором).
Советская сторона передала Польше документацию и оборудование для производства автомобиля ГАЗ-М-20 «Победа». За техническую документацию было оплачено 130 миллионов злотых, а за штампы в комплекте с оснасткой машин 250 миллионов злотых. Планируемый уровень производства должен был составить 25 000 автомобилей в год. 25 января 1950 года было подписано польско-советское соглашение на производство автомобиля ГАЗ-М-20 «Победа», в рамках которого советская сторона предлагала помощь в проектировании, строительстве, оснащении и запуске серийного производства. Согласно данным, опубликованным в русскоязычных изданиях, как такового соглашения не было подписано, потому что в это время не допускались отношения между социалистическими государствами, основанные на декларативных принципах сотрудничества. Это позволило Польше позже изменять конструкцию автомобиля самостоятельно. По своей сути Победа, производившаяся с 1946 года, на тот момент была достаточно современной машиной, а ее несущий кузов, разработанный в СССР, не являлся копией какой-либо модели из-за рубежа и имел современную форму с понтоном (за исключением задней закругленной части, остающейся в стиле американских автомобилей начала 1940-х годов). Планировалось, что запуск завода совпадет с годовщиной Октябрьской революции.
Первый автомобиль ушел с конвейера нашего завода. Это большая победа над тёмными силами империализма, которые пытаются подтолкнуть мир в глубины новой, кровавой войны. Это наша победа в борьбе за мир. (…) Это не тот случай, когда мы праздновали годовщину Великого Октября, мы встречали наше производство. (…) Наш завод является символом поддержки Советского Союза. Советский проект его основал. На советской лицензии и опыте основывается наша продукция. В залах нашего завода работают советские машины. Это наша победа - гордо стекающие с конвейерной ленты автомобили M-20 Warszawa - добавляют новые силы для продолжения борьбы за мир, прогресс, социализм.

### Warszawa M-20
В октябре 1950 года советский завод ГАЗ передал в Бюро научно-исследовательской проектно-технической документации лицензию, где она была переведена и адаптирована к польским условиям. К концу 1951 года пришли 500 комплектов деталей для сборки.

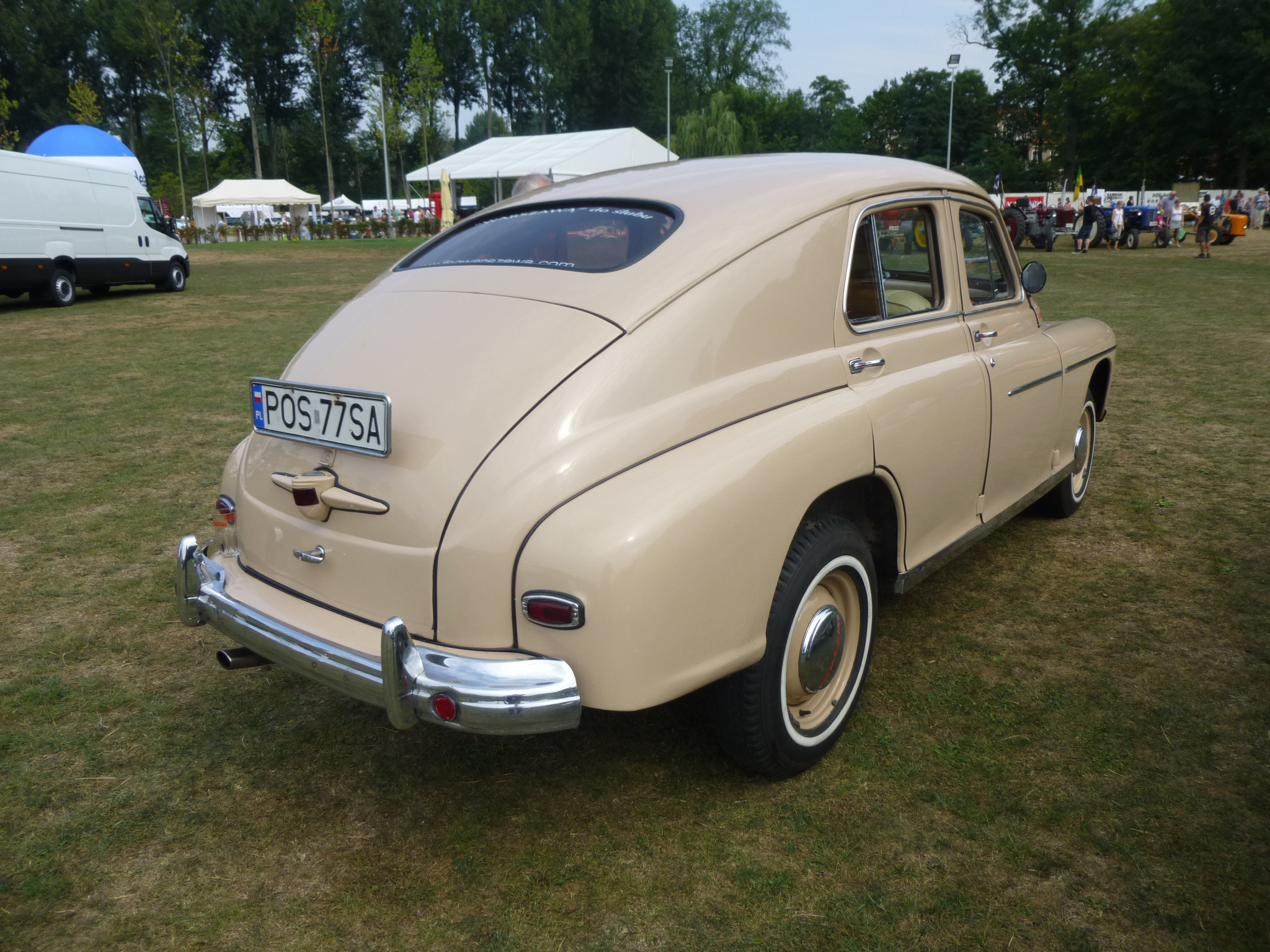
Warszawa M-20 на выставке, Вроцлав

Первые Warszawa M-20, собранные из деталей, привезенных из Советского Союза, сошли с конвейера 6 ноября 1951 года в 14:00 часов. Первоначально предполагалось ежегодно выпускать 25 000 единиц, но к концу 1951 года было собрано только 75 экземпляров. В последующие годы не удалось достичь запланированного уровня производства в 25 000 автомобилей в год. С самого начала выпуска производство некоторых компонентов было локализовано, например, с 19 сентября 1953 года двигатель М-20 был полностью из местных элементов. В марте 1954 года вышел первый местный штампованный кузов, а в июле того же года началось массовое производство мостов, рулевых механизмов и приводных валов. Уже в 1954 году автомобиль пошел на экспорт. Первоначально Варшава попала в Китай, Румынию, Албанию и Болгарию. Предполагалось, что в 1955 году будет произведено 12 000 экземпляров, но их число оказалось в три раза меньше. Первые Warszawa M-20, изготовленные исключительно из польских компонентов, покинули завод в 1956 году.

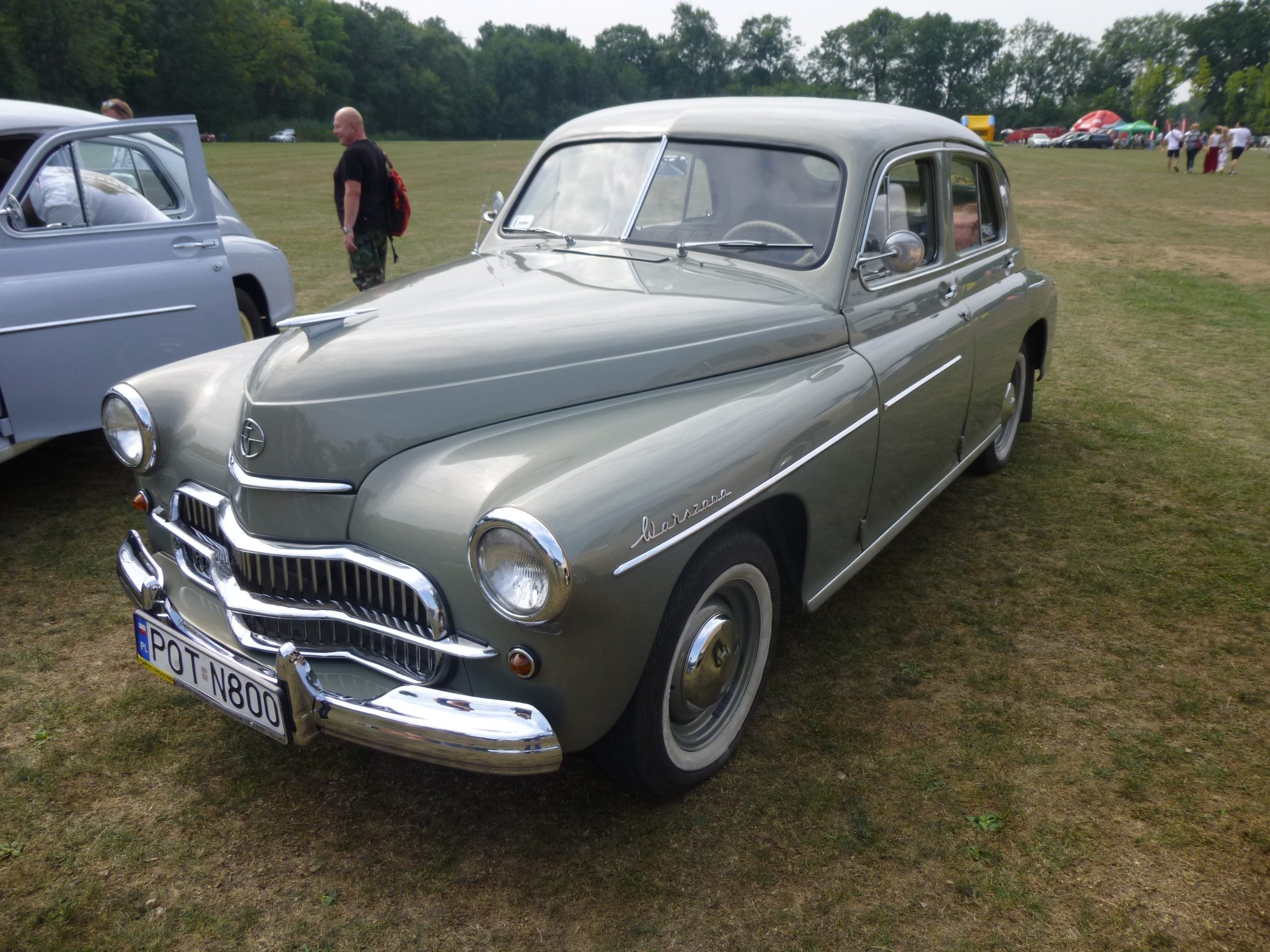
Warszawa M-20, Вроцлав

Варшава, как и ГАЗ-М20, имел несущую конструкцию кузова с подрамником двигателя. Рядный четырёхцилиндровый двигатель объёмом 2120 см³ имел максимальную мощность 50 л. с. (36,8 кВт) и крутящий момент 122 Нм. Привод на задние колеса передавался через 3-ступенчатую механическую коробку передач, сухое однодисковое сцепление и цельный карданный вал с двумя шарнирами. Передняя подвеска колес была независимой и состояла из двойных поперечных рычагов, с витыми пружинами и амортизаторами. На задней оси использовалась рессорная подвеска, дополнительно поддерживаемая амортизаторами. Максимальная скорость Warszawy M-20 была определена на уровне 105 км/ч.
В 1956 году началась работа по созданию новой четырех-ступенчатой коробки передач. Из-за проблем на практике, работа была приостановлена. В том же году началась работа по созданию и двигателя, который мог быть использован на Варшаве. Конструкция была основана на двигателе Etendard объёмом 2,1 л, используемом на Renault Frégate. Первый прототип двигателя был построен в 1958 году, а серийное производство началось в 1962 году. Новый блок получил обозначение S-21. В начале производства был также уменьшен вес кузова — на одном автомобиле экономилось 114 кг металла, 8,5 кг цветных металлов, 13 кг отливок, 31 кг стальных профилей, а также 18,5 кг клея.

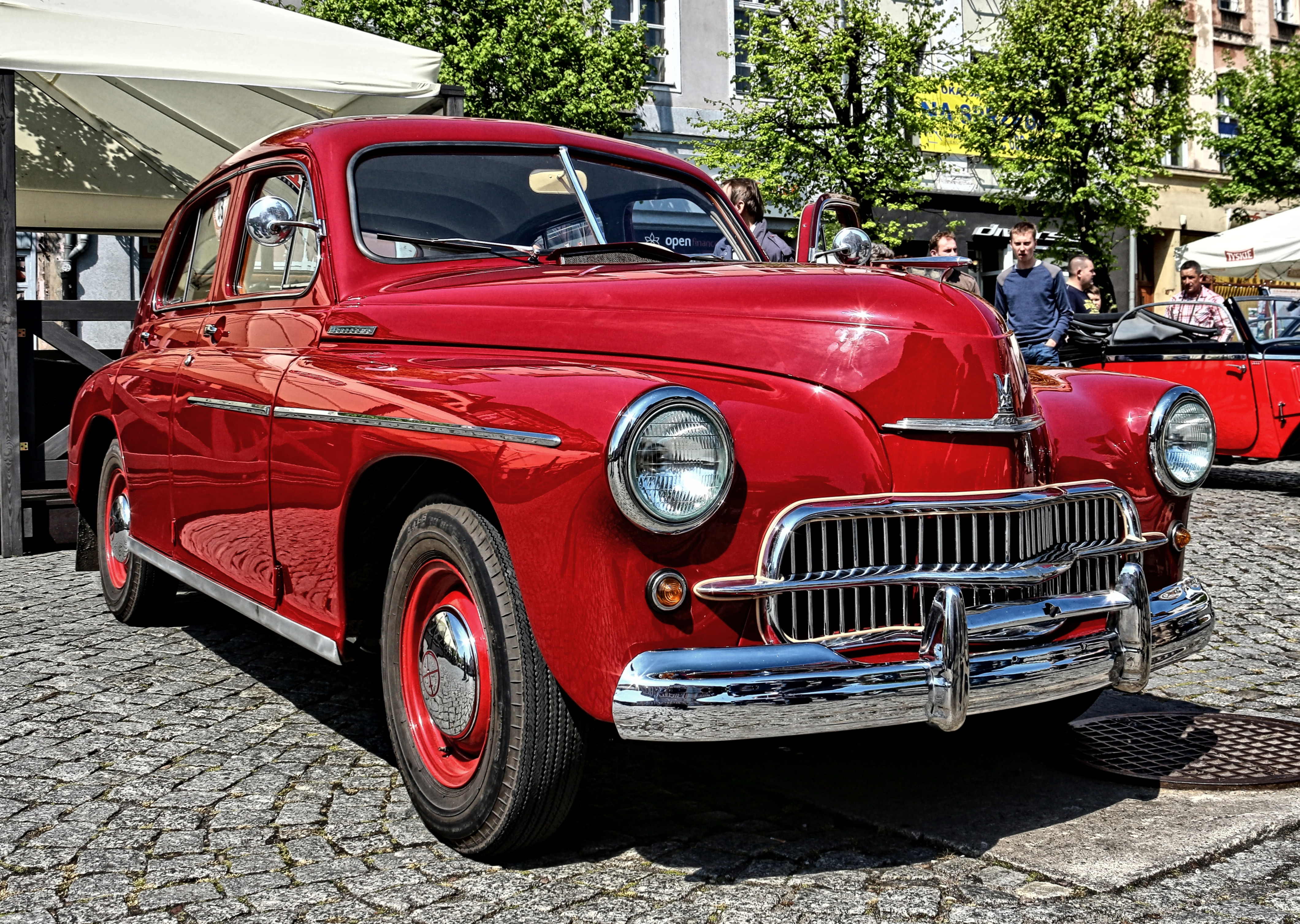
Warszawa M200, 1957

### Warszawa M20-57 / Warszawa 200
Первая серьезная модернизация модели произошла в 1957 году, новая модель была запущена 15 мая того же года. Новая версия была сначала названа «M20 model 57», а в скором времени Warszawa 200. Автомобиль получил более современную переднюю решетку, боковые пороги и юбки, а также более эстетичные круглые фары. Первые экземпляры автомобилей были оборудованы характерной стрелкой, установленной на капот и лобовое панорамное стекло. На двигателе была увеличена степень сжатия с 6,2:1 до 6,8:1, что позволило увеличить крутящий момент и максимальную мощность до 52 л. с. (38,2 кВт). Небольшое увеличение максимальной мощности способствовало увеличению максимальной скорости до 115 км/ч. Изменения коснулись и салона, была использована двухцветная обивка, новые рулевое колесо и пепельница. С началом производства Варшавы M20-57, был представлен новый логотип FSO.

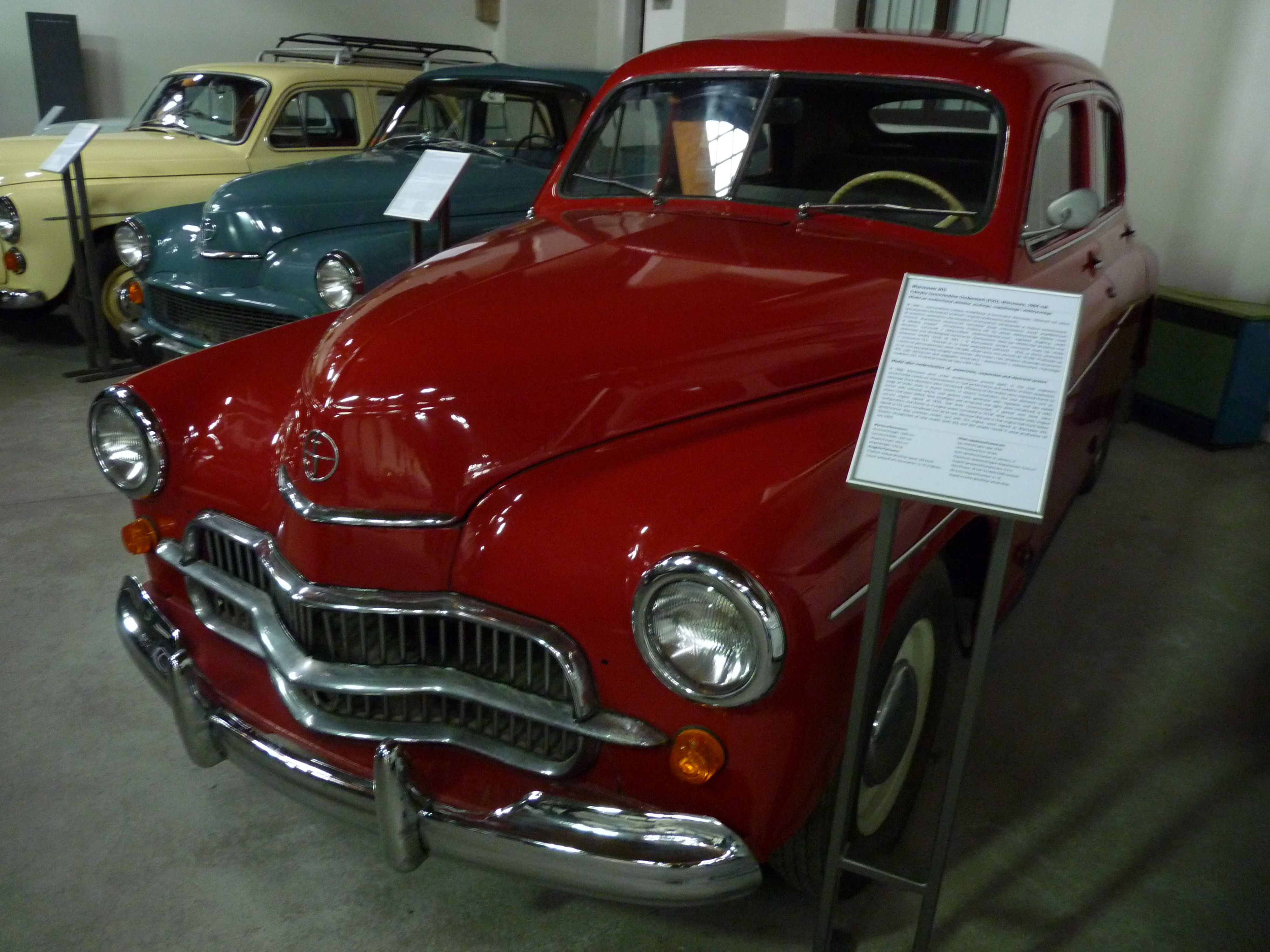
Warszawa 201 в музее, Краков

### Warszawa 201 и 202
Следующая версия Варшавы была пущена в производство в 1960 году под индексом 201. Она получила новые задние фонари, указатели поворота и стоп-сигналы. Передние указатели поворота стали оранжевыми, вместо белых, и круглой формы. В передней подвеске амортизаторы заменены на более современные телескопические. Передние тормоза оснащены системой параллельных колодок (дуплекс). Диаметр колес был уменьшен с 16 до 15 дюймов. Двигатель получил новый, выпускавшийся в Польше, карбюратор G35 BEJ, с нерегулируемыми форсунками, дополнительно оснащенный экономайзером. На 201 было введено около 200 небольших технических изменений — в основном они относятся к электрической системе, которая использует новый тип электромагнитного стартера (ранее использовался механический), двухскоростного электродвигателя стеклоочистителя и аккумулятора с большей ёмкостью. В дополнение к стандартной комплектации, для 201 был также предложен вариант Lux.

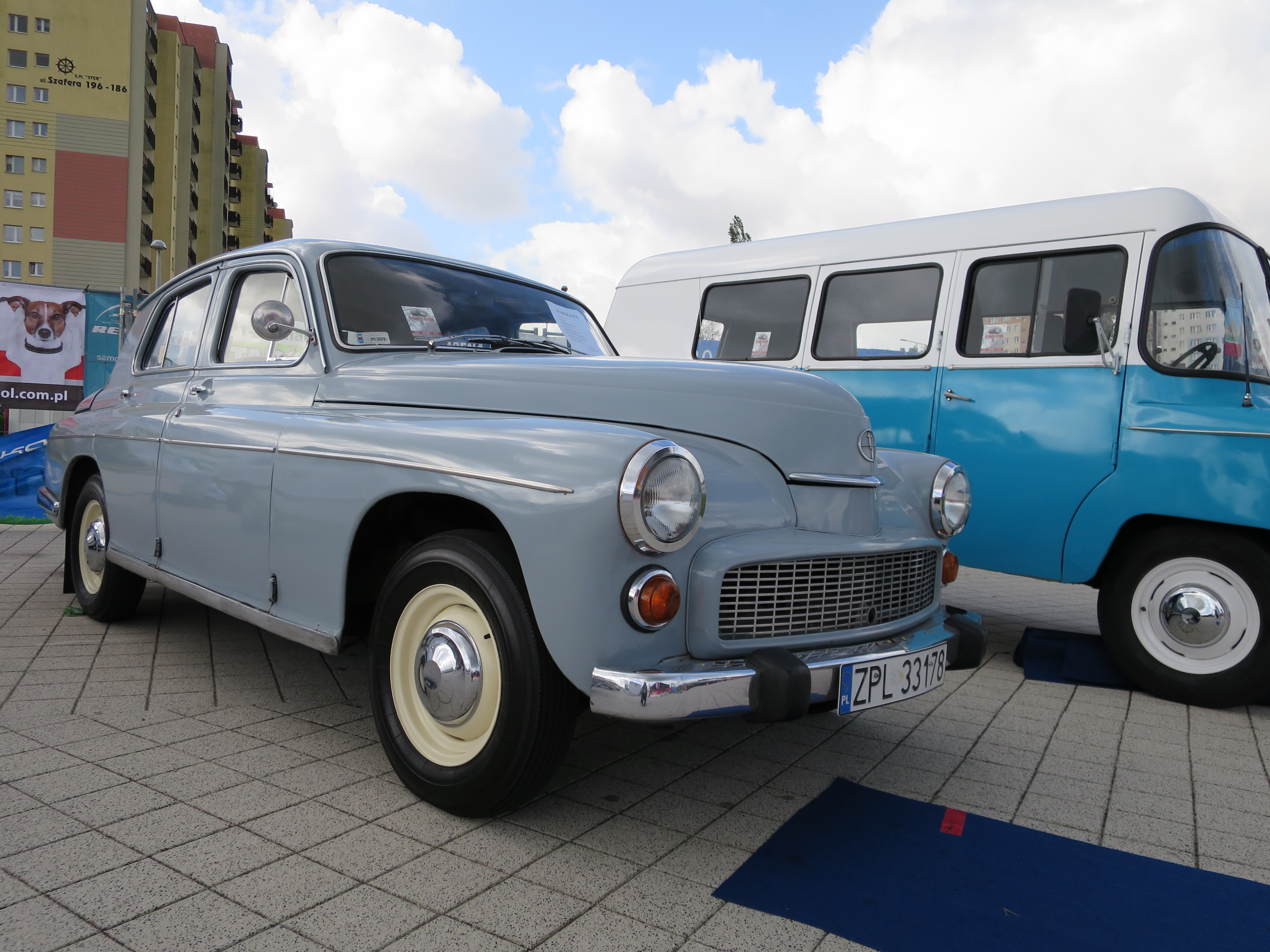
Warszawa 223, Щецин

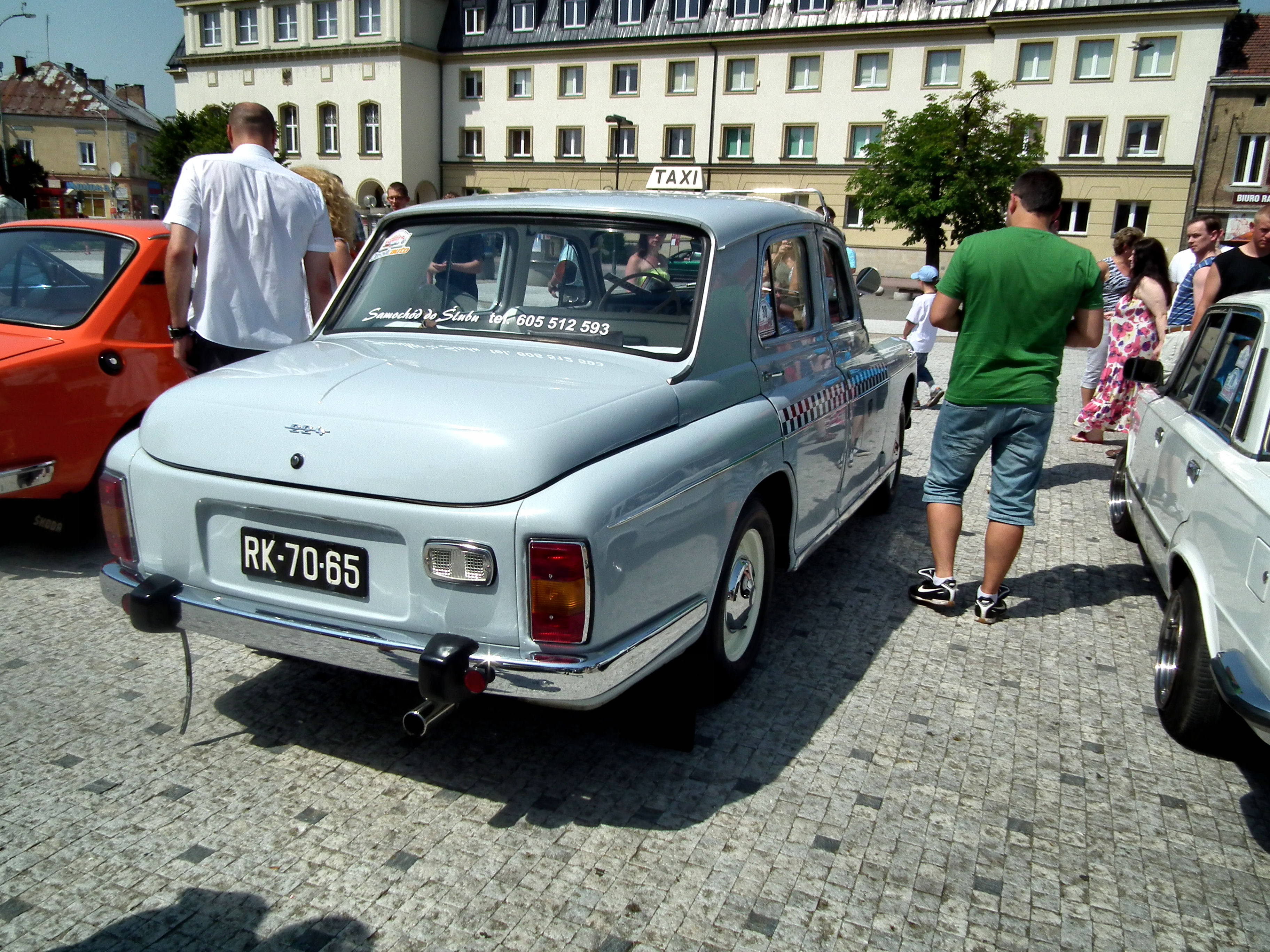
Warszawa 224, Ясло

В 1962 году появилась модель 202 с новым двигателем S-21 мощностью 70 л. с. Соотношение у главной передачи использовано 4,55, что оказало положительное влияние на динамику автомобиля. В остальном же, обошлось без изменений. 202 достигал максимальной скорости 130 км/ч.

### Warszawa 203/223 и 204/224
На рубеже 1950-х и 1960-х годов силуэт кузова Варшавы уже был анахронизмом, поэтому было решено существенно модернизировать автомобиль. В 1961 году разработано и представлено три прототипа Варшавы с кузовом седан. Прототип был разработан Цезары Навротом, за постройку отвечал Роман Скварек, а техническая документация разрабатывалась командой во главе со Станиславом Лукашевичем. Первый экземпляр прототипа был оснащён задним стеклом, наклонённым под отрицательным углом. После окончания проектной работы в августе 1964 года началось производство двигателей для 203 (S-21) и 204 (M-20) моделей. Новая модель также имела другую переднюю решётку, бампера, цельное изогнутое ветровое стекло. Изменения в салоне автомобиля ограничились использованием чёрной пластиковой верхней части приборной панели и нового корпуса рулевой колонки. Два дивана, покрытые искусственной кожей и тканью обеспечивают высокий уровень комфорта. Независимая передняя подвеска была основана на поперечных рычагах различной длины, пружины винтовые, амортизаторы телескопические, имелся стабилизатор поперечной устойчивости. Неразрезной задний мост опирался на пружины и амортизаторы. Рулевое управление имело червячную передачу с двойным роликом. Тормозная система гидравлическая, по обеим осям используются барабанные тормоза. Год спустя, появились версии комби 203K/204K.
В 1967 году на планируемые на экспорт автомобили устанавливались четырёхцилиндровые дизельные двигатели Perkins 4.108 с рабочим объёмом 1,76 литра и мощностью 51 л. с. (37,5 кВт). В 1968 году, после протеста Peugeot, обозначения модели изменились с 203/204 на отдельные 223 и 224. Позже, модернизация происходила в 1966, 1968 и 1969 годах, число выпускаемых единиц в год составляло 15-18 тысяч. Кроме того, количество времени на сборку одного автомобиля снизилось с 240 до 219 часов. Начиная с 1970 года, на автомобиль устанавливается четырёх-скоростная полностью синхронизированная механическая коробка передач с напольным рычагом. Производство автомобиля закончилось 30 марта 1973 года. С 1951 до 1973 года Варшава прошла через более чем 4000 технических изменений.

Количество цветов кузова для Варшавы было ограничено. Наиболее часто использовались оттенки серого и белого цветов. В конце производства палитра цветов разбавилась благодаря уже выпускавшемуся Polski Fiat 125p. Также была улучшена защита от коррозии, выполнявшаяся путём погружения кузова в ванну, заполненную электролитом. Лакокрасочные работы проходили в том числе в печах, что имело положительный эффект на долговечность покрытия.

## Версии

### Пикап (Warszawa Pickup)
Работа над версией пикапа Варшава, начавшаяся по запросу от польских велогонщиков в легких коммерческих автомобилях, которые могли бы транспортировать запасные велосипеды и детали для них. Первый экспериментальный прототип был создан под руководством инженера Станислава Лукашевича и представлен 12 июня 1955 года во время Международной ярмарки в Познани.

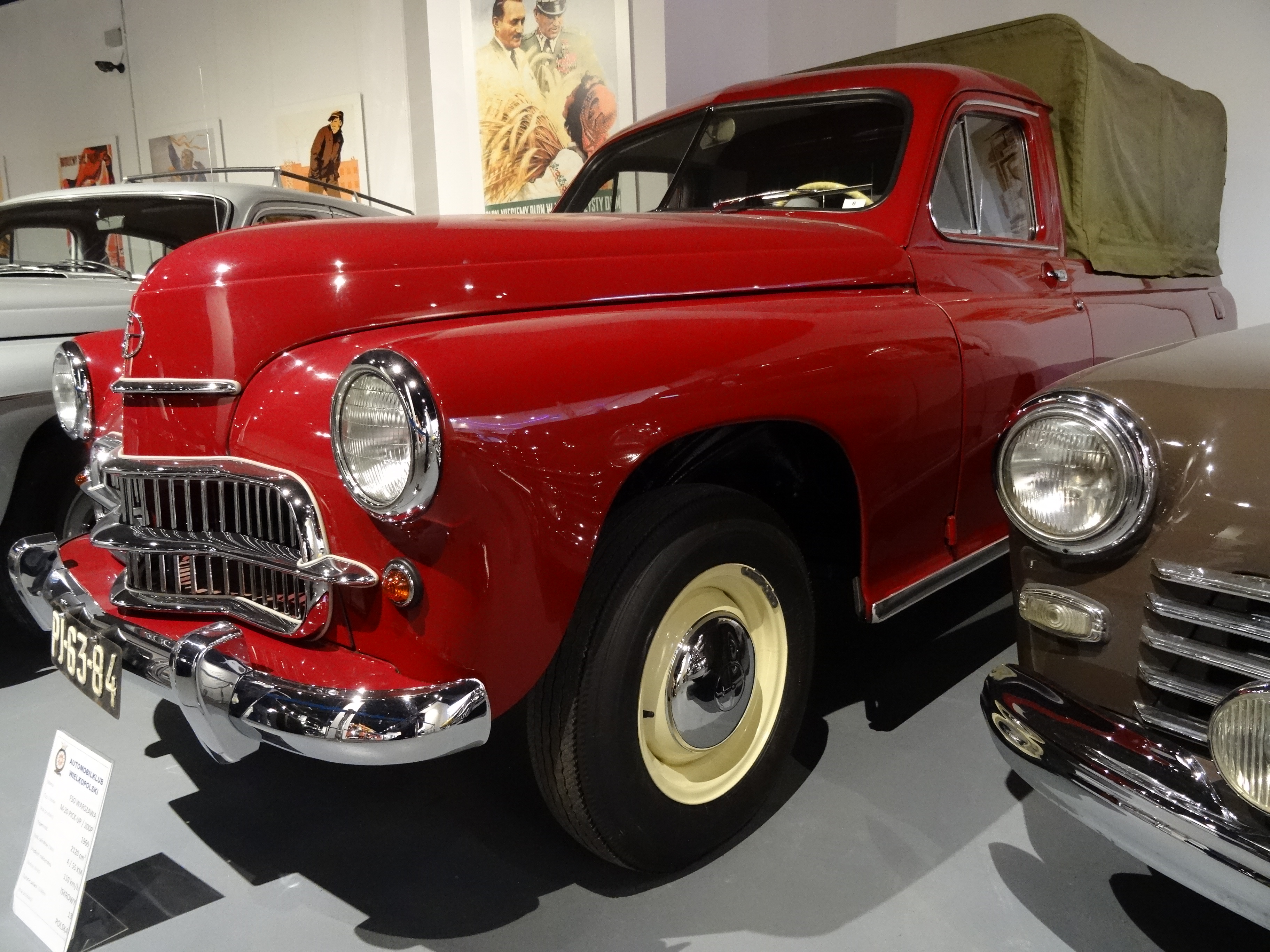
Warszawa 200P (1960)

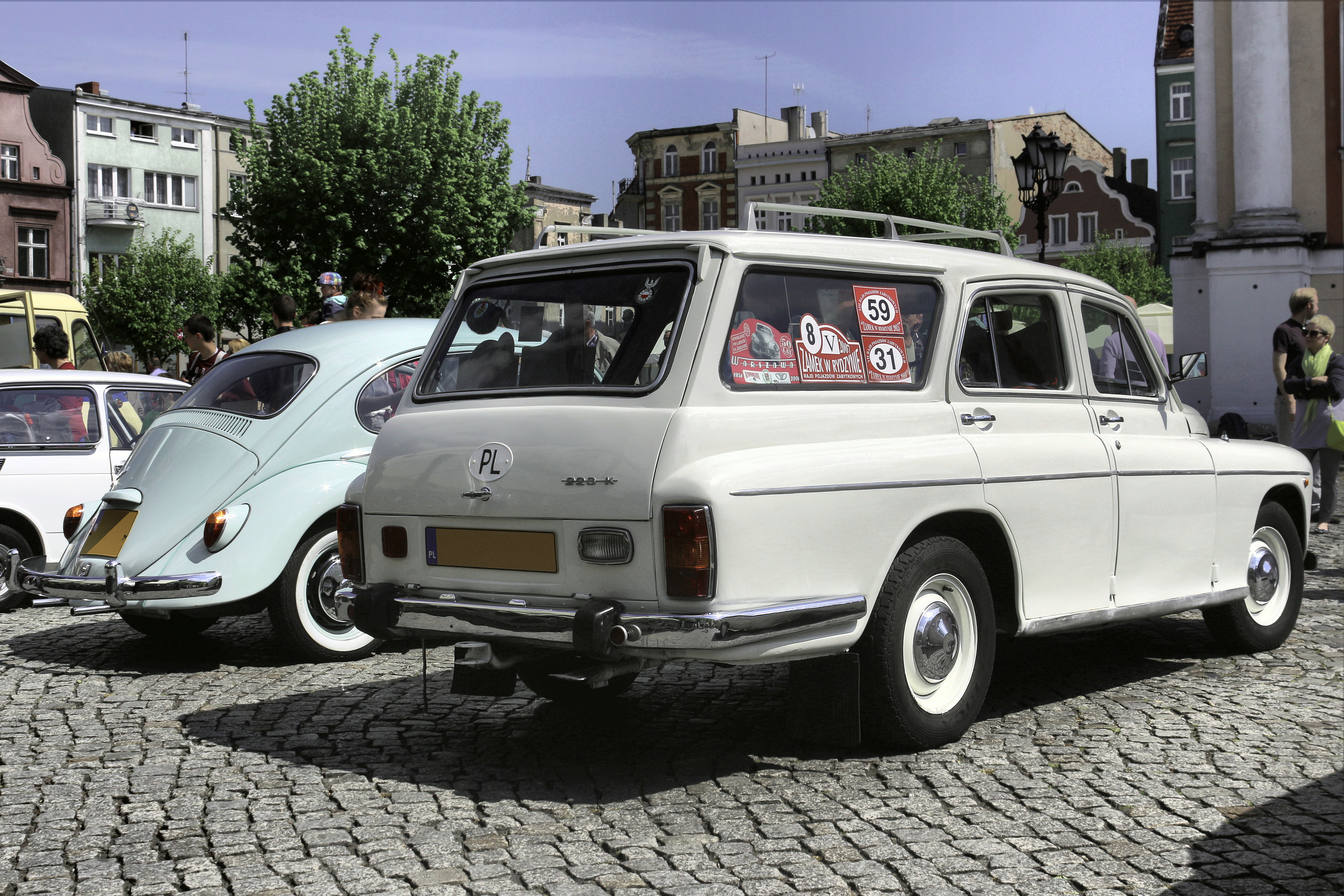
Warszawa 223K

Конструкция прототипа автомобиля основана на M20, передняя часть кузова и передние сидения остались без изменений. Запасное колесо было перемещено внутрь автомобиля. Грузовой отсек оснащен откидным задним бортом. Пол выложен из сосновых досок, кроме того была возможность на стальной раме натянуть брезентовый тент. Прототип был испытан на Велогонке Мира в 1956 году, и кроме того в Польше был определенный спрос, поэтому версия пикапа отправлена в массовое производство. В 1958 году, после окончания проектирования, начато серийное производство Варшавы в кузове пикап. Модель получила обозначение 200P (позже 201P, 202P, 203P, 204P, 223P и 224P, в зависимости от версии). Производственная версия отличалась от прототипа, получив более широкие шины и усиленную заднюю подвеску. Двигатель имел новый карбюратор G35 BEJ. Автомобиль может перевозить двух человек и 500 кг груза. В последующие годы, пикап прошел те же обновления, что и пассажирский автомобиль. Максимальная скорость для версии 223P составляла 120 км/ч, а для 224P — 105 км/ч. На спидометре имелось указание, говорящее о том, что при максимальной нагрузке не рекомендуется превышать скорость 70 км/ч. Ежегодно выпускалось по несколько сотен экземпляров версии пикапа.

### Фургон (Warszawa Furgon)
В 1960 году началось производство также фургона, названного Warszawa 201F. Эта модель имела кузов типа универсал, а его конструкция была основана на версии пикапа. Фургон получил две двери, топливный бак был перемещен под сиденье водителя, запасное колесо расположилось под полом в задней части, что увеличило полезную площадь. Доступ к багажнику осуществляется через состоящую из двух частей заднюю дверь, отдельные части которой крепились к верхнему и нижнему элементам дверного проема. На автомобиле также использовалась усиленная подвеска, максимальная грузоподъёмность составляла 400 кг. Остеклённая версия использовалась в службе скорой помощи. В 1964 году началось производство модернизированных моделей 203F и 204F. Модернизация кузова была ограничена только передом, другие изменения были аналогичны изменениям на других моделях. В 1965 году фургоны были сняты с производства и заменены моделями Warszawa 203-K/204-K в кузове универсал. Фургоны Варшавы завоевали популярность в качестве такси на турецком рынке.

### Универсал (Warszawa Kombi)

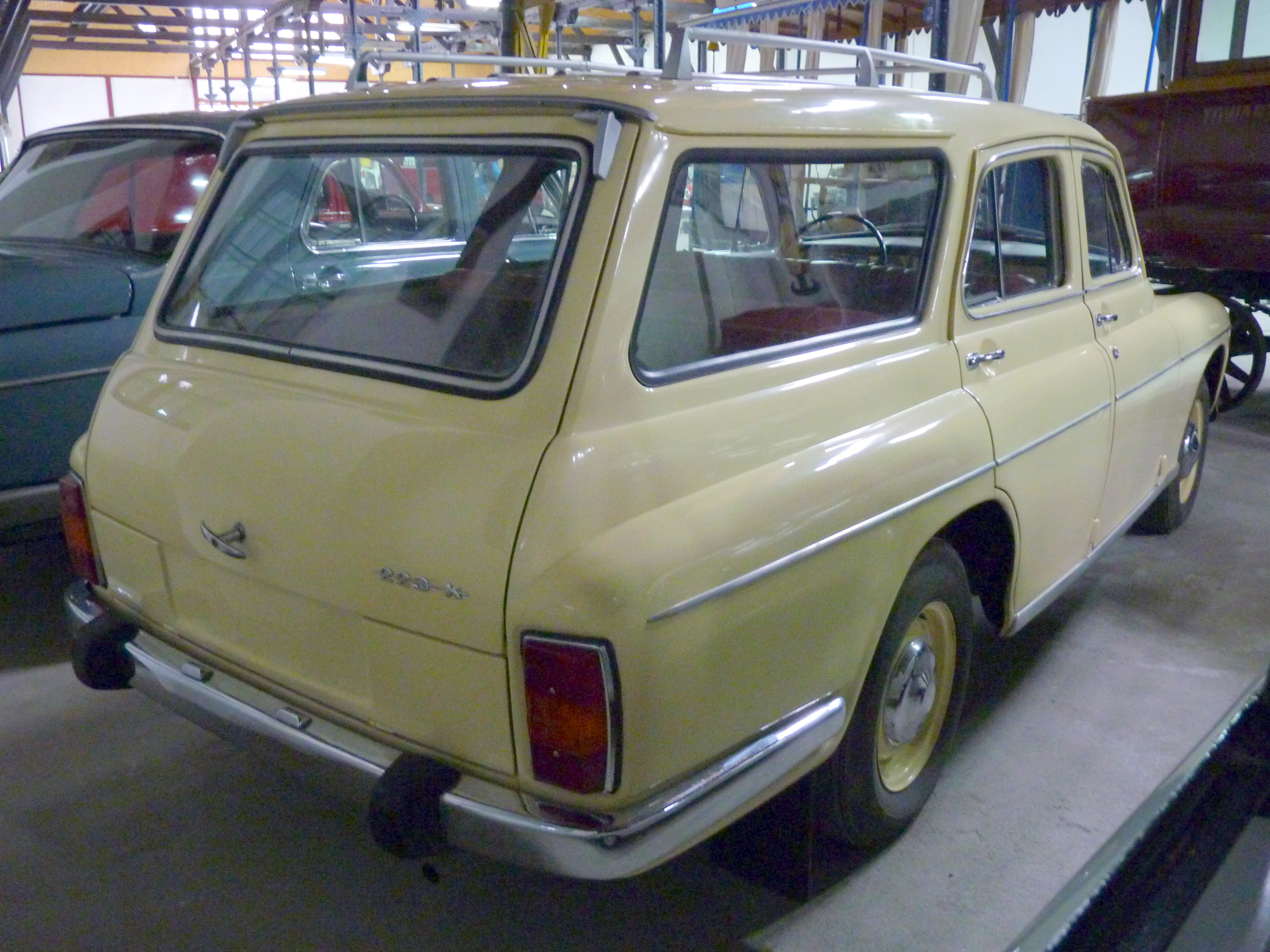

В июне 1965 года во время Международной ярмарке в Познани был представлен универсал Варшава. Новые модели были названы 203-K и 204-K (позже изменены на 223-K и 224-K), и в массовое производство пошли уже в конце года. Кузов был разработан Цезарем Навротом, за техническую часть отвечала команда под руководством Станислава Лукашевича. Двигатели были использованы от седана: двигатель S-21 для 203-K, и М-20 для 204-K. В салоне три задних сиденья складываются для увеличения багажного пространства. По сравнению с седаном увеличена крыша, в багажном отделении установлены боковые стекла над задними крыльями. С применением усиленной подвески и более широких шин грузоподъёмность выросла на 40 кг. Задняя дверь состояла из двух частей, верхняя открывала доступ в багажник, а нижняя обеспечивала доступ к набору инструментов и запасному колесу. Максимальная скорость составляла для моделей 223-K и 224-K соответственно 128 и 115 км/ч.

## Специальные версии

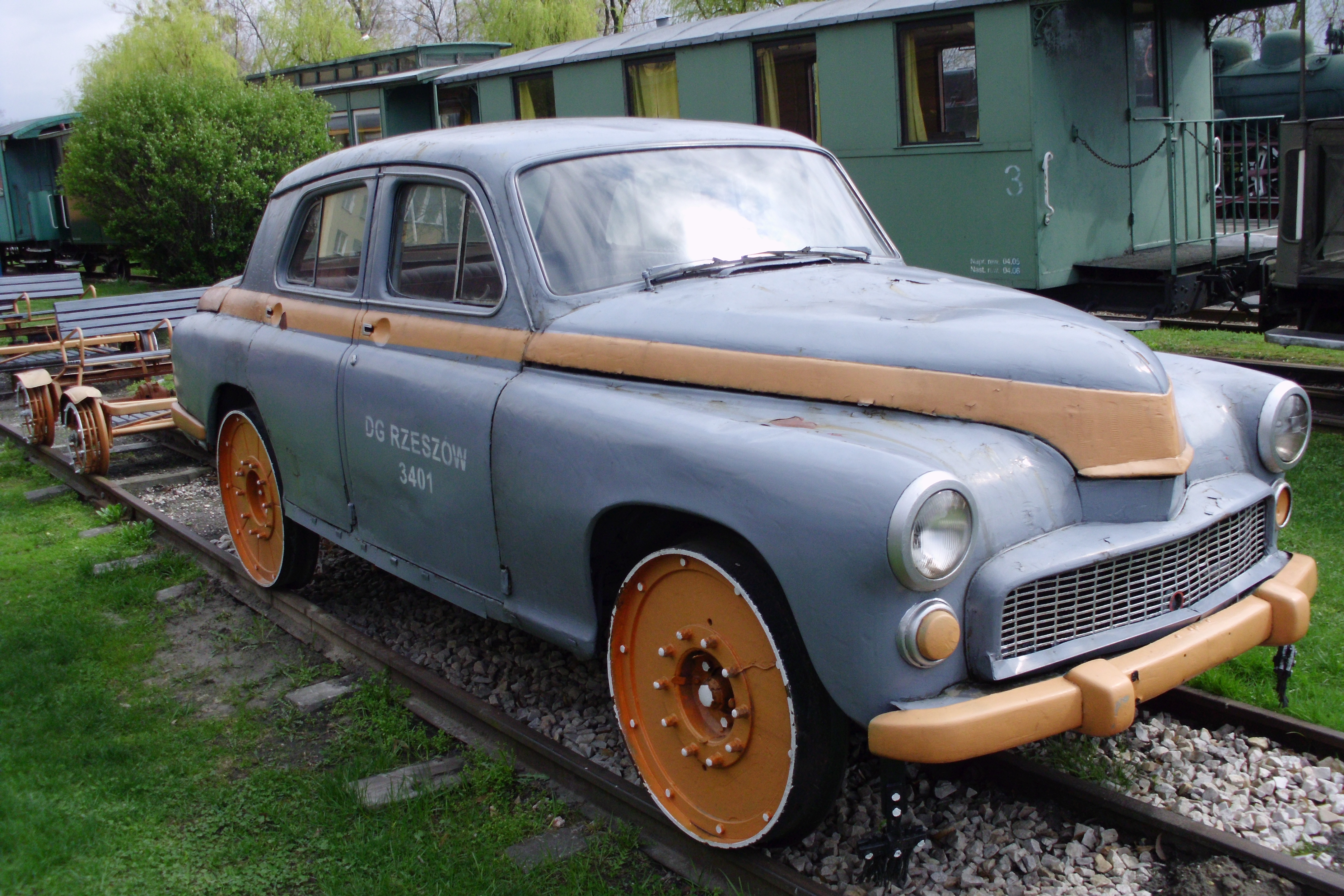
Дрезина в музее, Сохачев

### Дрезина
Дрезины на базе Варшавы использовались железной дорогой для осмотра путей и их инспекций. Серийные автомобили переставлялись на железнодорожные тележки в городе Нове-Скальмежице между 1956 и 1973 годами. Существовало и несколько экспортных дрезин Варшава. Главным изменением стала замена колес под рельсы, с металлическим ободом, диаметром 680 мм и весом 75 кг каждое. Рулевое управление было заблокировано, а под шасси установлен поворотный стол (винтовой домкрат, поворачивающий дрезину над рельсами, что обеспечивало движение в обоих направлениях). Последующие изменения позволили также двигаться и в обратном направлении, благодаря появившемуся дополнительному освещению. Максимальная скорость дрезины составляла 105 км/ч, но из-за длинного тормозного пути на рельсах, была сокращена железной дорогой до 80 км/ч. Официальным железнодорожным обозначением первой модели было «комиссионная дрезина M20 Варшава», а с 1960 года она была классифицирована как тяжелая моторизованная дрезина.
Точного количеств выпущенных дрезин не известно, однако экспорт составил около 200 единиц. По сообщениям от работников, ежегодно перестраивались 5-10 автомобилей, и восстанавливались по 60 автомобилей Warszawa M20 и 200 (вероятно также и 201/202, так как существовали такие дрезины), 20 — 204P и 120—223. Одновременно на железной дороге эксплуатировалось не более 70-80 дрезин. Дрезины в кузовах седана и пикапа экспортировались в Чехословакию и Болгарию. Кроме того, в Венгрии, была разработана аналогичная модификация Варшавы как дрезины, с более продвинутыми изменениями в шасси. С эксплуатации в Польше дрезины были сняты в середине 1990-х годов; несколько экземпляров сохранилось в учреждениях железной дороги или у частных лиц. Более того, в последние годы, несколько машин были независимо друг от друга адаптированы как не оригинальные дрезины для коллекционеров.

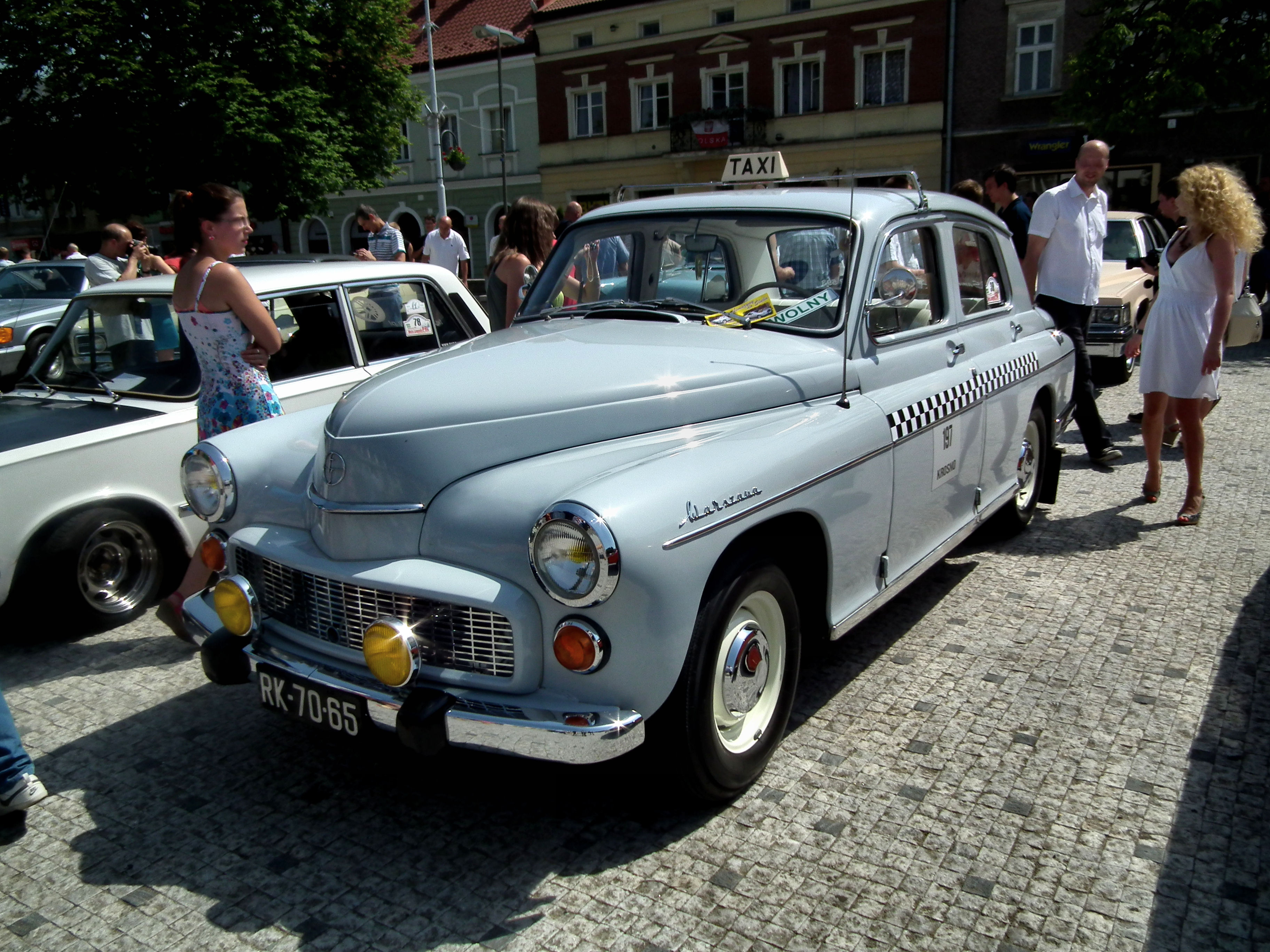
Такси на базе Warszawa 224, Ясло

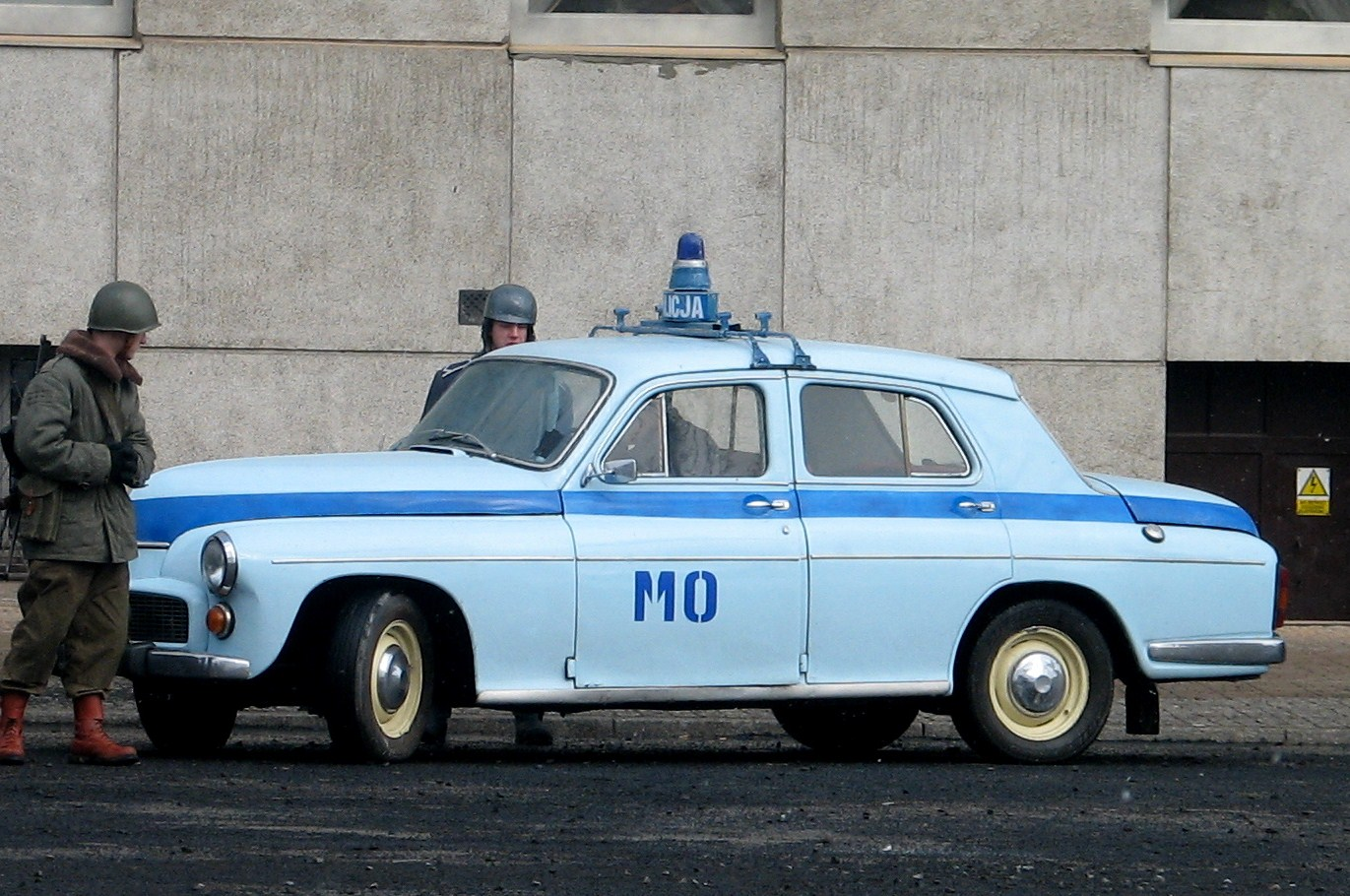
Милицейский автомобиль на базе Warszawa 223

### Такси
В июне 1965 года в ходе Международной выставке в Познани была представлена модель Warszawa 203T. Эта версия строилась на заводе из-за частого использования различных вариантов Варшавы в качестве такси. Изменения, по сравнению со стандартной версией, коснулись ограничения пользования багажником и освещением сигнализации «TAXI». Внутри, спереди вместо дивана появились два отдельных сиденья, заднее пассажирское сиденье получило возможность складываться для расположения дополнительного багажа. Пассажирское пространство отделено стеклом, установленным позади передних сидений. Другая часть оборудования включала таксометр, а также лампы «свободно» или «занято». Дополнительное оборудование такси увеличило вес автомобиля на 50 кг, что немного повысило расход топлива. Несмотря на адаптацию к потребностям современных варшавских компаний такси, эта версия не пользовалась популярностью и была быстро снята с производства.

### Милицейский автомобиль
Также была создана версия для гражданской милиции (MO) и добровольного резерва гражданской милиции (ORMO). Патрульный автомобиль был основан на гражданской версии. Однако, он отличался окраской (белый кузов с синей полосой и надписями Milicja или MO), синим световым сигналом, устанавливаемым на крыше, а также сиреной.
Последние милицейские машины от FSO были выпущены в конце 1972 года. Не известно точное количество единиц, построенных для нужд милиции, вероятно, эта модель не была включена в реестр официально выпускаемых моделей.

### Автомобиль скорой помощи

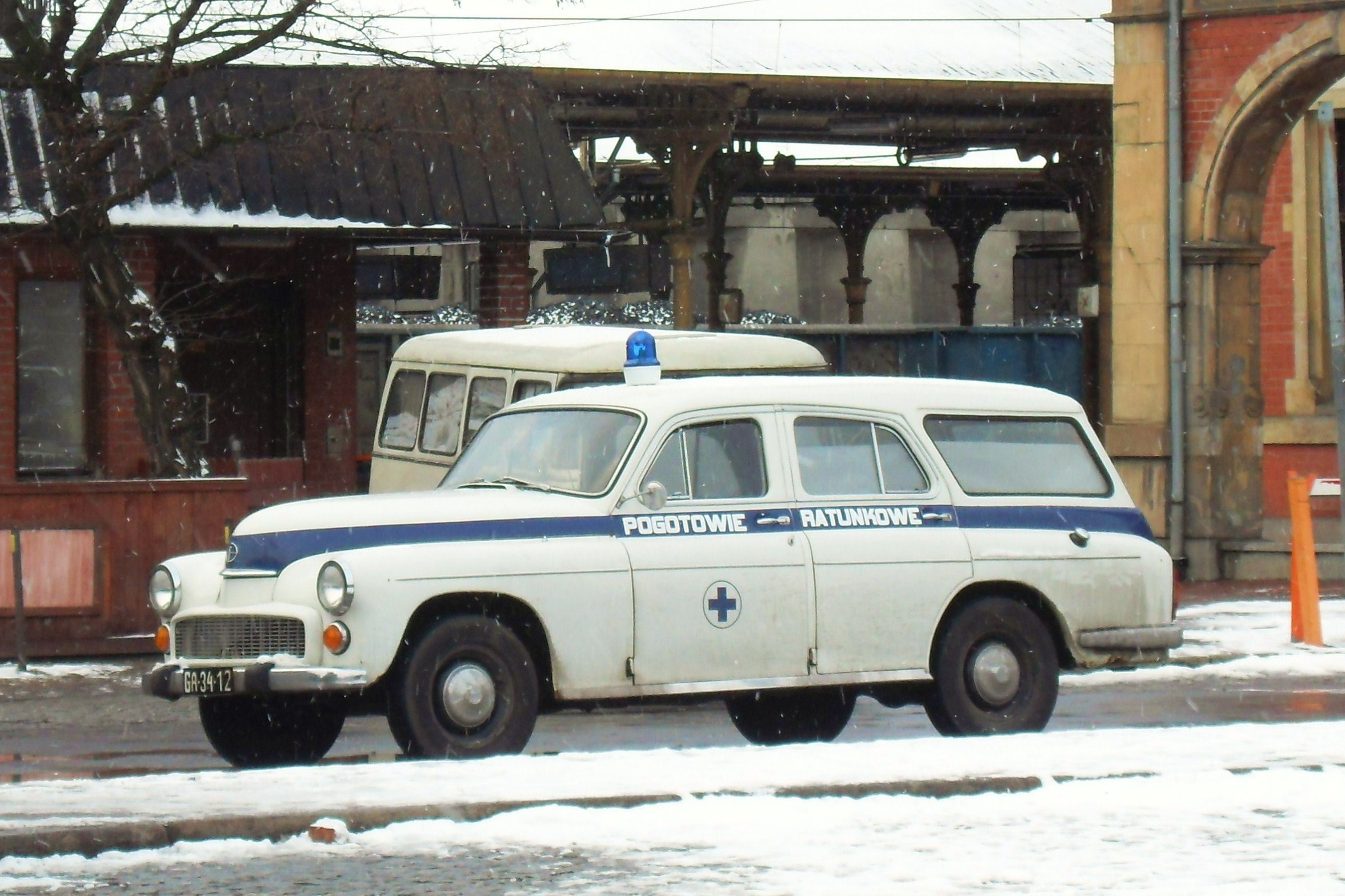
Автомобиль скорой помощи, Гданьск

В 1950-е годы, из-за отсутствия предложений среди отечественных автопроизводителей адекватных санитарных транспортных средств и их недостаточного импорта из-за рубежа, в 1956 году одной из специальных контор был разработан и построен автомобиль этого типа на основе модели Warszawa M20. Модификация состояла в удалении задних сидений и установке перегородки, отделяющей багажник от пассажирского отсека. На крыше также появился световой сигнал. Санитарная версия была внедрена в производство в том же году под обозначением Warszawa M20-S, установкой специального оборудования занималась специальная контора. По мощности модель скорой помощи не отличалась от стандартной версии. В 1960 году началось производство модернизированной версии Warszawa 201S, а в 1962 году модель Warszawa 202S была оснащена модернизированным двигателем S-21 мощностью 70 л. с. (51,5 кВт). Версия санитарки в кузове фастбэк характеризуется рядом недостатков, так как из-за малых размеров салона возможно было выполнить только простейшие из медицинских процедур. Производство моделей Warszawa 201S и 202S было окончено в 1963 году.
В 1962 году на базе фургонов Warszawa 201F и 202F был разработан автомобиль скорой помощи Warszawa 202A с двигателем S-21. Внутри была убрана перегородка, разделяющая салон на две части и использовано два отдельных передних сидения. В задней половине появилось дополнительное освещение, выдвижные носилки на направляющих, два раскладных кресла и дыхательный аппарат. Для повышения комфорта в задней подвеске были использованы детали с обычных, а не коммерческих моделей. В 1964 году началось производство модернизированного варианта 203A. Модернизация по кузову была ограничена только передом, использовано панорамное ветровое стекло и новая модель решетки. Использование на моделях 202A и 203A дополнительного оборудования увеличило вес автомобиля на 50 кг, который немного увеличил расход топлива. Максимальная скорость этих автомобилей составляла 120 км/ч.
В 1967 году на базе универсалов 223/224-K была построена модель скорой медицинской помощи 203A. Внутри автомобиля, имеется место для носилок с пациентом и два места для лиц, занимающихся медицинской помощью. Дополнительно на машине имеются задняя подвеска от седана, боковые световые сигналы, сирена и радио. Максимальная скорость версии 223A составляет 125 км/ч, 224A — 115 км/ч.

### Почтовый автомобиль
Существовала также версия автомобиля, разработанная специально для работы на почте. Автомобиль выглядит как универсал, но в этой версии используется другая задняя дверь и фонари от моделей 201/202.